# Коричник Лоурейра
Коричник Лоурейра, или вьетнамская кассия (лат. Cinnamomum loureiroi) — вечнозелёное дерево, вид рода Коричник (Cinnamomum) семейства Лавровые (Lauraceae).

## Распространение и экология
Растение родом из Вьетнама, где в основном и культивируется.
В России на Черноморском побережье Кавказа с 1928 года.
Растёт сравнительно медленно, но быстрее коричника японского. Лучше развивается на краснозёмных и богатых наносных почвах, где за 12—13 лет вырастает до 6—8 м высоты.
Обладает довольно высокой зимостойкостью; легко переносит морозы до —11…—12°.

## Ботаническое описание
Вечнозелёное тропическое дерево средней величины с шатровидной кроной. Кора светло-серая, гладкая, толще и грубее и имеет менее приятный аромат, чем у корицы китайской. Веточки гладкие, багряные, на концах угловатые, с душистой корой.
Листья супротивные или очерёдные, продолговато-эллиптические до почти ланцетных, удлинённо-остроконечные, длиной 8—14 см, шириной 2—5 см, жёсткие, кожистые, сверху тускло-блестяще-зелёные, снизу сизые, с тремя почти продольными жилками и густой сеткой поперечных жилок, на черешках длиной 1,5—2 см.
Цветки мелкие, в пазушных в многоцветковых метёлках на удлиненных цветоножках.
Плоды величиной с горошину, продолговато-округлые или шаровидно-яйцевидные, тёмного цвета. В одном кг содержится от 6 до 7 тысяч семян; вес одной тысячи семян 140—150 г.

## Химический состав
Во всех частях растения содержится эфирное масло — в листьях до 0,7 %, в молодых побегах 0,2, в корнях до 1,2 %. В состав эфирного масла входят линалоол (40 %), цитраль, другие альдегиды (27 %), цинеол и небольшое количество коричного альдегида. В эфирном масле из листьев обнаружен также эвгенол. В эфирном масле из корней найдены камфен, линалоол, цинеол и коричный альдегид.

## Значение и применение
Листья и кора (вместо корицы китайской) могут применяться в кулинарии и для производства консервов как пряность.

## Таксономия
Вид Коричник Лоурейра входит в род Коричник (Cinnamomum) семейства Лавровые (Lauraceae) порядка Лавроцветные (Laurales).
|  |                                      |  |                                                             |                                                             |                    |  | ещё 6 семейств (согласно Системе APG II) | ещё 6 семейств (согласно Системе APG II) |                       |  |  |  | свыше 300 видов |
|  |                                      |  |                                                             |                                                             |                    |  | ещё 6 семейств (согласно Системе APG II) | ещё 6 семейств (согласно Системе APG II) |                       |  |  |  | свыше 300 видов |
|  |                                      |  |                                                             | порядок Лавроцветные                                        |                    |  |                                          |                                          | род Коричник          |  |  |  |                 |
|  |                                      |  |                                                             | порядок Лавроцветные                                        |                    |  |                                          |                                          | род Коричник          |  |  |  |                 |
|  | отдел Цветковые, или Покрытосеменные |  |                                                             |                                                             | семейство Лавровые |  |                                          |                                          | вид Коричник Лоурейра |  |  |  |                 |
|  | отдел Цветковые, или Покрытосеменные |  |                                                             |                                                             | семейство Лавровые |  |                                          |                                          |                       |  |  |  |                 |
|  |                                      |  | ещё 44 порядка цветковых растений (согласно Системе APG II) | ещё 44 порядка цветковых растений (согласно Системе APG II) |                    |  |                                          | ещё около 55 родов                       | ещё около 55 родов    |  |  |  |                 |
|  |                                      |  |                                                             | ещё 44 порядка цветковых растений (согласно Системе APG II) |                    |  |                                          |                                          | ещё около 55 родов    |  |  |  |                 |